# Muriel Grossfeld
Muriel Evelyn Grossfeld (* 7. Oktober 1940 in New York City als Muriel Davis; † 17. Januar 2021) war eine US-amerikanische Turnerin.

## Karriere
Muriel Grossfeld nahm an den Olympischen Spielen 1956, 1960 und 1964 teil. Ihr bestes Einzelresultat konnte sie bei den Spielen 1960 in Rom mit Rang 19 im Bodenturn-Wettkampf erzielen. Bei den Panamerikanischen Spielen 1963 in São Paulo konnte sie mit dem US-amerikanischen Team die Goldmedaille im Mannschaftsmehrkampf gewinnen. Des Weiteren gewann sie 18 nationale Titel.
Nach ihrer aktiven Karriere betreute sie die Turnmannschaft der Vereinigten Staaten bei den Olympischen Spielen 1968 und den Olympischen Spielen 1972 sowie bei den Weltmeisterschaften 1970 und 1974. Zudem war sie als Kampfrichterin bei zahlreichen Weltmeisterschaften und den Olympischen Spielen 2000 tätig. 1980 wurde sie in die US Gymnastics Hall of Fame aufgenommen.
Sie heiratete den Turner Abie Grossfeld, ließ sich jedoch später wieder von ihm scheiden.